# Ulsan Munsu Football Stadium
Ulsan Munsu Football Stadium (hangul: 울산문수축구경) är en fotbollsarena i Ulsan i Sydkorea. Arenan är hemmaplan för Ulsan Hyundai i K League Classic och den tar 44 102 åskådare.
Arenan började byggas i december 1998 för det kommande fotbolls-VM 2002. Sedan den färdigställdes år 2001 har arenan varit hemmaplan för fotbollsklubben Ulsan Hyundai FC och den invigdes den 28 april 2001 när de spelade en vänskapsmatch mot brasilianska Botafogo.
I juni samma år användes arenan för tre matcher i Confederations Cup 2001, däribland bronsmatchen mellan Australien och Brasilien. Den användes även för tre matcher i VM-turneringen följande år, varav två i gruppspelet och en kvartsfinal.

## VM-matcher
Foljande matcher spelades på arenan under världsmästerskapet i fotboll 2002.
| Datum        | Lag       | Lag     | Resultat | Omgång      |
| ------------ | --------- | ------- | -------- | ----------- |
| 1 juni 2002  | Uruguay   | Danmark | 1–2      | Grupp A     |
| 3 juni 2002  | Brasilien | Turkiet | 2–1      | Grupp C     |
| 21 juni 2002 | Tyskland  | USA     | 1–0      | Kvartsfinal |